# Collongues (Midi-Pirenei)
Collongues è un comune francese di 147 abitanti situato nel dipartimento degli Alti Pirenei nella regione dell'Occitania.

## Società

### Evoluzione demografica
Abitanti censiti